# توشيو أوكي
توشيو أوكي (بالإنجليزية: Toshio Aoki)‏ هو مصور أمريكي، ولد في 1854، وتوفي في 26 أبريل 1912.